# Sellő

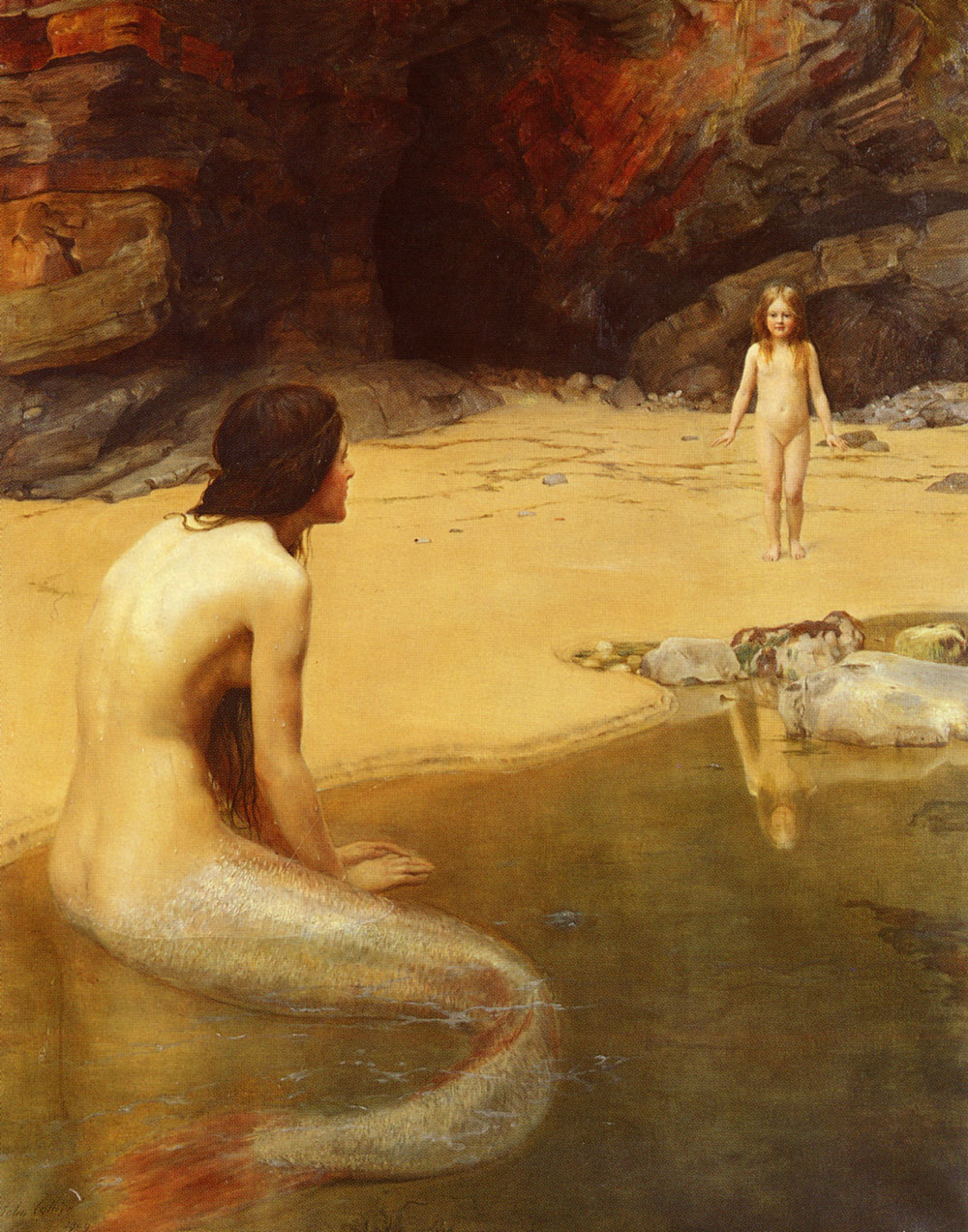
John Collier festménye: A szárazföldi gyerek

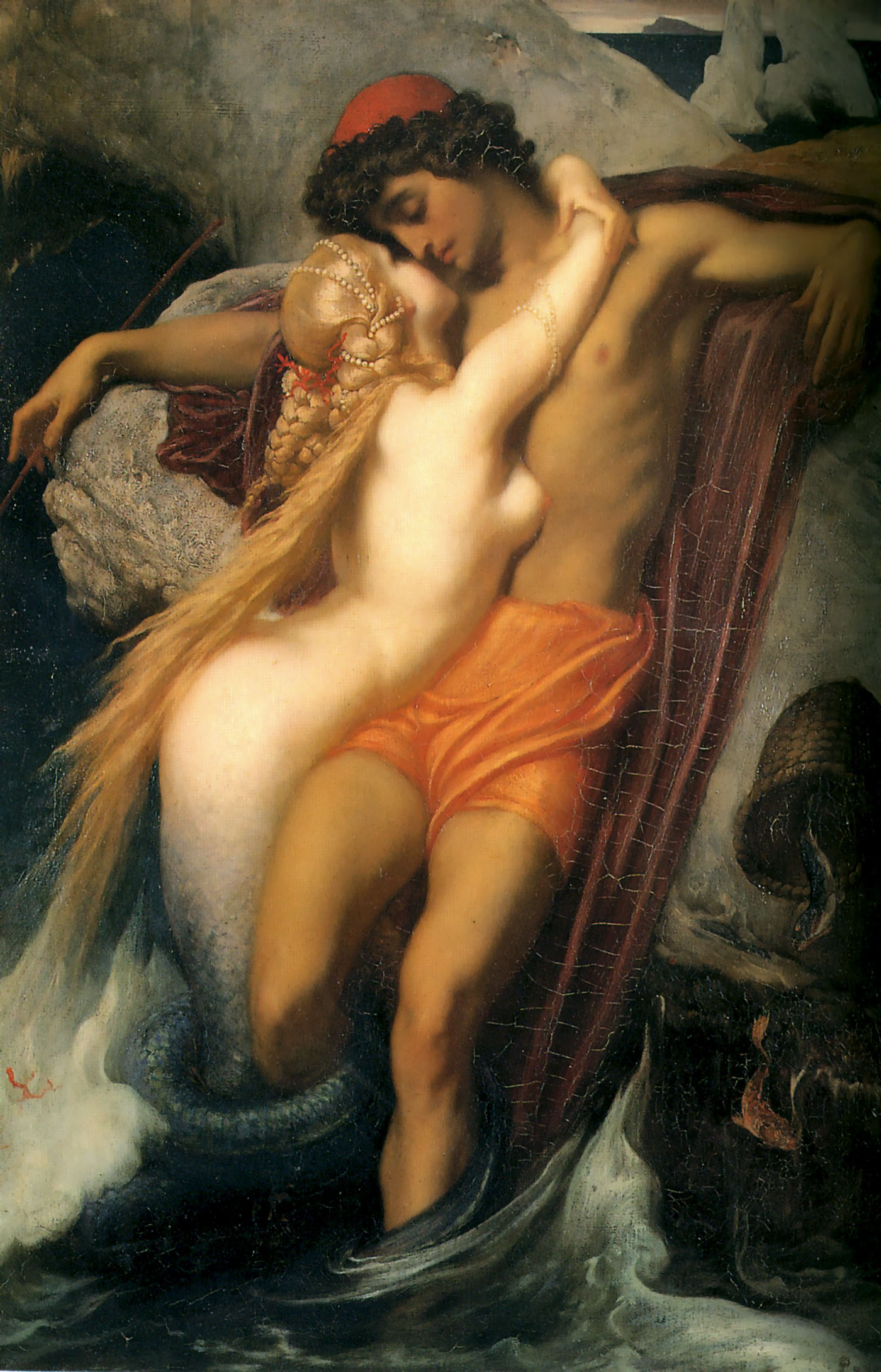
Frederic Leighton: A halász és a szirén, 1856-58 körül

A sellők avagy hableányok mitológiai lények. Olyan leányok, akiknek a teste halfarokban végződik. A félig ember, félig hal testű lény sok nép folklórjában fellelhető, a Közel-Kelet, Európa, Ázsia és Afrika népei között. Az első történet az ókori Asszír Birodalomból maradt fenn, melyben Asratum istennő sellővé változtatta magát szégyenében, amiért megölte szerelmét. Az ókori görögök sellői a vízi nimfák közé tartoznak a naiaszokkal és néreiszekkel együtt, ők a tengerek nimfái, Tritón leányai.
A sellőket gyakran hozták kapcsolatba olyan természeti jelenségekkel, mint az áradás és a vihar, vagy tették őket felelőssé hajótörésekért és elsüllyedésükért. Más tradíciókban (vagy néha ugyanazon a tradíción belül) jóindulatú, jótékony teremtmények, akik megáldják az embereket, vagy szerelembe esnek velük.
A mai világ felfogása szerint ilyen lények nem léteznek, de az ókorban több hajós is látni vélte őket. Ezeket gyakran úgy magyarázzák, hogy a gyakran ittas matrózok a lamantinokat és a fókákat képzelték sellőnek.
Többek között Kolumbusz Kristóf is említette, hogy a Karib-szigetek felfedezése közben sellőket vélt látni az óceánban. Hasonló észlelések még a 20. és 21. században sem szűntek meg, ezek közül a leghíresebbek Kanadában, Izraelben és Zimbabwében történtek.
A sellők népszerű témának számítanak mind az irodalomban, mind a többi képzőművészetben is, például Hans Christian Andersen meséje, A kis hableány (1836) is egy sellőről szól. Több opera, film, festmény, szobor, sőt még képregény is készült róluk.
Néha a sellőket a szirénekkel is rokonítják, ez a feltételezés azonban téves, mert a szirének nem sellők, hanem madártestű asszonyok.

## A sellők különböző népek mítoszaiban

### Ókori Közel-Kelet

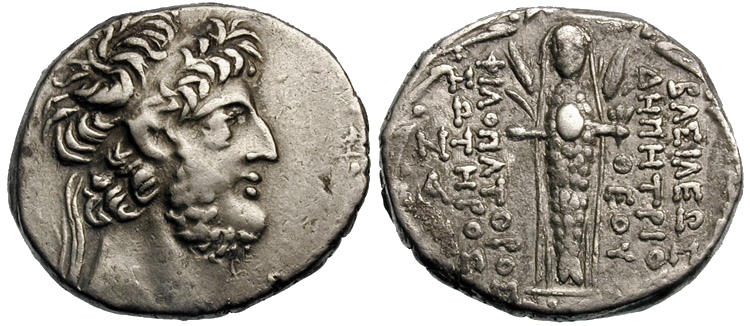
ókori görög érme Asratum istennő ábrázolásával

Az első ismert sellőtörténet az Asszír Birodalomból származik, kb. i.e. 1000 körül született. Asratum istennő, Sammu-ramat asszír királynő anyja, beleszeretett egy pásztorba, és akaratlanul is megölte őt. Szégyenében beleugrott egy tóba, és egy hal formáját öltötte magára, de a víz nem tudta elrejteni az isteni szépségét. Ezután egy sellő alakját vette fel - derékig ember, deréktól lefelé hal -, habár az első ábrázolások olyan halként mutatják, amelynek csak a feje és karjai emberiek, hasonlóan a babiloni istenséghez, Éához. A görögök elfogadták ezt az isten a sajátjukként, Atargatisz vagy Derkétó néven.
Valamivel i.e. 546 előtt, a milétoszi filozófiai iskola egyik tagja, Anaximandrosz azt állította, hogy az ember egy vízben élő elődből fejlődött ki. Azt mondta, hogy az ember, amely ilyen hosszú csecsemőkort igényel, máshogy nem tudta volna túlélni.
Egy népszerű görög mítosz szerint III. Alexandrosz húga, Thesszaloniki halála után sellővé változott és az Égei-tengerben élt. Minden egyes matrózt, akivel találkozott, megkérdezett, hogy „Nagy Sándor él-e még?” (görögül: "Ζει ο Βασιλιάς Αλέξανδρος;"), amire a helyes válasz az volt, hogy „Él, és folytatja a világ meghódítását” (görögül: "Ζει και βασιλεύει και τον κόσμο κυριεύει"). Ez a válasz megnyugtatta, és cserébe lecsillapította a tenger vizét, és engedte továbbhajózni az embereket. Minden más válasz feldühítette, és hatalmas vihart támasztott, amiben a hajó összes utasa életét vesztette.

### Az Ezeregyéjszaka meséi
Az Ezeregyéjszaka meséi című kötet több olyan mesét tartalmaz, amelyben sellőhöz hasonló tengeri lények szerepelnek, például "Djullanar, a tengeri lány". Más mitológiák sellőábrázolásaival szemben, ezek a lények nem félig ember, félig hal lények, hanem teljesen emberformájúak, annyi különbséggel, hogy képesek a víz alatt is lélegezni. Házasságot is köthetnek földön élő emberekkel, és az ilyen szerelemből születő gyerekek is képesek lesznek a víz alatti életre. Az „Abdullah, a halász és Abdullah, a sellő” című mesében a főszereplő Abdullah egy halász, aki azt a képességet kéri magának, hogy tudjon lélegezni a víz alatt is, és felfedez egy vízalatti társadalmat, ami tükörképe a földfelszínen lévő társadalomnak. A vízalatti társadalom egy primitív kommunista rendszert követ, melyben a pénz és a ruhák nem léteznek. A „Bulukiya kalandjai” című történetben a főszereplő, Bulukiya a halhatatlanság főzete utáni kutatás során a víz alatt szintén felfedezi a sellők egy társadalmát.

### Brit-szigetek

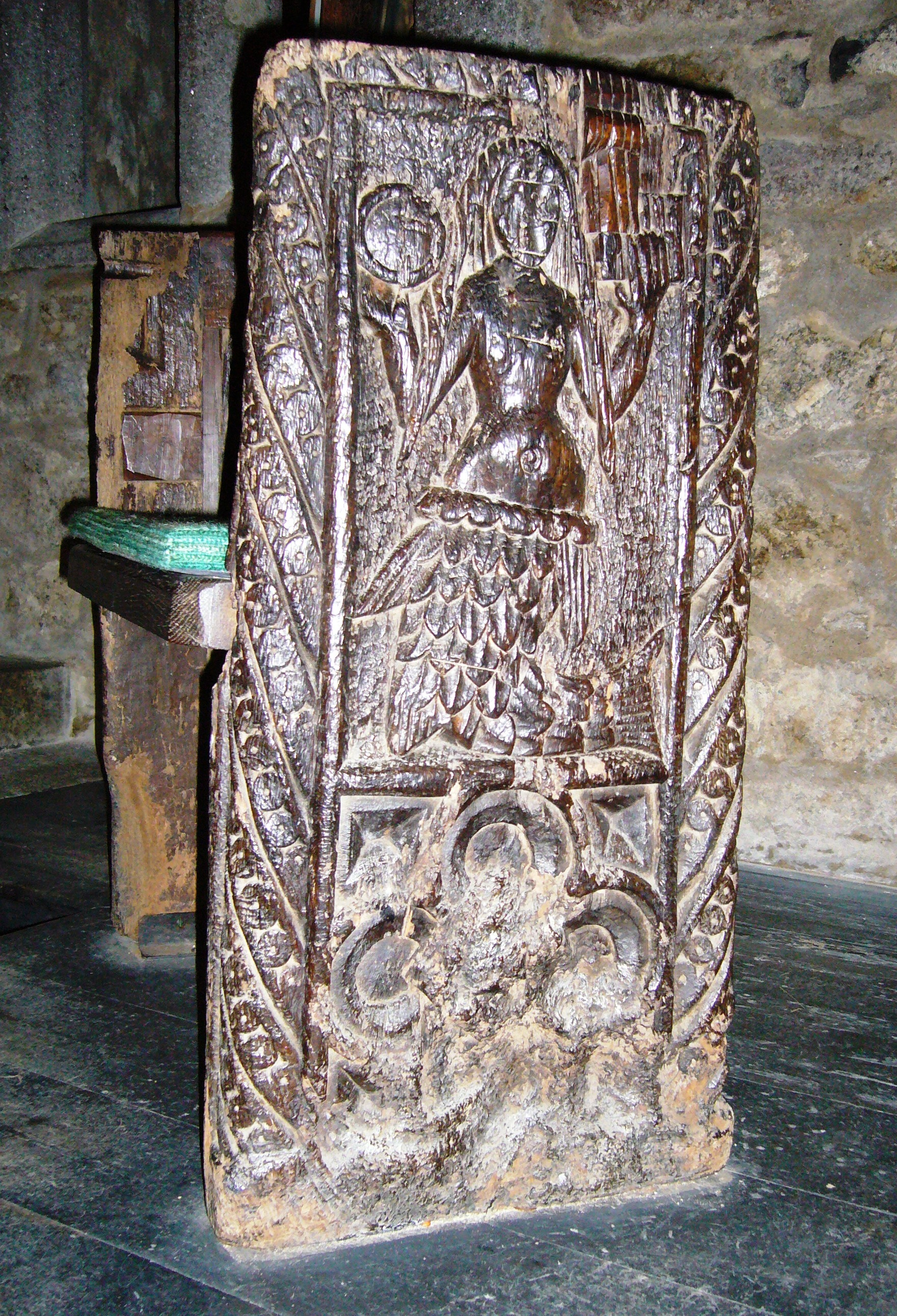
A zennori sellő

A normann kápolna a durhami várban, melyet 1078 körül építettek szász kőművesek, valószínűleg a legkorábbi angol művészi sellőábrázolás. Ez az egyik eredeti normann kőpillér, mely az épület dél felé néző részén található.
A sellők a brit folklórban balszerencsét hozó ómenekként jelennek meg, akik meg tudják jósolni a katasztrófákat, esetenként elő is idézik azokat. A számos változatban fennmaradt Sir Patrick Spens balladája egy olyan sellőt ír le, amelyik az 
elátkozott hajósokhoz beszél. Némelyik verzióban azt mondja nekik, hogy sohasem látják már a szárazföldet, másokban pedig azt állítja, hogy a part már közel van, de a hajósok elég bölcsek, hogy tudják, hogy ez nem igaz. A sellő emellett lehet
az ítéletidő közeledtének előjele is. Van olyan történet is, amelyben a sellők jóindulattal viseltetnek az emberek iránt, például különböző, az emberek által nem ismert gyógymódokra tanítják őket. Némelyik történet 600 méter nagyságúnak 
írja le a sellőt. A férfi sellőket általában vadabb és kevésbé intelligens teremtményekként emlegetik, mint a hableányokat, kevesebb érdeklődéssel az emberek iránt.
Egy legenda szerint egy sellő egyszer eljött a cornwalli Zennor faluba, ahol gyakran hallgatta a Matthew Trewhella nevű kórista férfi énekét. A fiú és a sellő egymásba szerettek, és Matthew elment a sellővel a Pendour Cove-i otthonába. Nyári éjszakákon azóta is lehet hallani a környéken, ahogy a szerelmesek együtt énekelnek. A zennori Szent Senara-templomban egy hatszáz éves faragott szék állít emléket ennek a történetnek.
Egyes történetek azzal a kérdéssel foglalkoznak, hogy a sellők lelke halhatatlan-e. Ezek a történetek nemleges választ adnak a kérdésre. Lí Ban alakja egy megszentelt sellő, de ő egy emberi lény volt, aki csak később változott sellővé. Három évszázad után, amikor a kereszténység elterjedt Írországban, megkeresztelték őt.
A skót mitológiában van egy sellő, akit ceasq-nak hívnak, aminek a jelentése „a hullámok lánya/hölgye”, mint ahogy hasonló jelentéssel bír a merrow is az íreknél.

### Nyugat-Európa

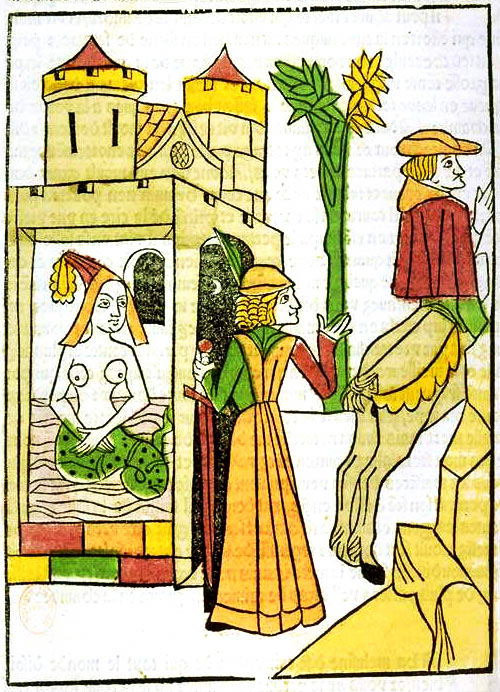
Raymond hazaérvén azt veszi észre, hogy felesége, Melusine sellővé változott át. Jean d'Arras, A Melusine éneke, 1478.

Az európai folklór sellőszerű édesvízi lénye a Melusine. Néha kettős halfarokkal ábrázolják, vagy kígyószerű alsótesttel. 
Hans Christian Andersen tündérmeséje, A kis hableány 1837-ben jelent meg. A Disney rajzfilmstúdió feldolgozta ezt a történetet és szerzői jogvédelem alá helyezte. Az eredeti verzióban a kis hableány a Tenger Királyának a legkisebb lánya, aki a tenger fenekén él. Hogy követhesse a herceget, akibe beleszeretett, a hableány meglátogat egy tengeri boszorkányt, hogy adjon neki lábakat, és cserébe odaadja a hangját. Bár a herceg megtalálja a lányt a tengerparton, mégis mást vesz feleségül.
A boszorkány feltételei szerint szíven kell szúrnia a herceget, hogy visszatérhessen nővéreihez, nem tudja megtenni, mert még mindig szereti. Végül felemelkedik az égbe, és éteri jelenségeket lát maga körül, akik elmondják neki, hogy azok a sellők, akik jó dolgokat cselekednek, a Szél lányaivá válnak, és háromszáz évnyi jótékonyság után emberi lelket kaphatnak.
A kis hableány világhírű szobra, amely Andersen meséjén alapul, 1913 augusztusa óta a dániai Koppenhága kikötőjében látható, és 13 másolata van elhelyezve a világ különböző részein – nagy részük Észak-Amerikában.

### Kelet-Európa
A Ruszalkák a szláv megfelelői a görög mitológia najádjainak. Habár az orosz 'rusalka' szót általában sellőnek fordítják, ezeknek a lényeknek nincs sellőfarkuk. A ruszalkák természete eléggé sokszínű a néphagyomány szerint, de D. K. Zelenin etnológus szerint egy közös tulajdonság mindegyikben megvan: a ruszalkák a tisztátalan halottak nyughatatlan lelkei. 
Általában fiatal nők szellemei, akik korai és erőszakos halált haltak, például gyilkosság vagy öngyilkosság, főként fulladás által. Úgy tartják, hogy a ruszalkák folyókban és tavakban laknak. Gyönyörű fiatal nőkként jelennek meg, hosszú, zöld hajjal, amely a vízben úszó hínárra emlékeztet, és sápadt bőrrel. Sötétedés után lehet őket látni, ahogy a holdfényben együtt táncolnak, és kicsalják a férfiakat házaikból, nevükön szólítva őket, és vízbe fullasztják őket. 
Általában szenvedélyes, de csalfa lényekként ábrázolják őket, főleg Dél-Oroszországban, Ukrajnában és Belorussziában, jellemzően a 19. században. A legismertebb ábrázolása Antonín Dvořák Rusalka című operája.
A Sadko (oroszul: Садко) című középkori orosz történetben a címszereplő (egy kalandor, kereskedő és zenész Novgorodból)
egy kevés ideig a víz alatt él, a "Tengeri Cár" udvarházában, és házasságot köt a lányával, mielőtt hazatérne. Ez a történet ihlette Alekszej Tolsztoj Sadko című versét és Rimszkij-Korszakov Sadko című operáját, valamint Ilja Repin festményét is.

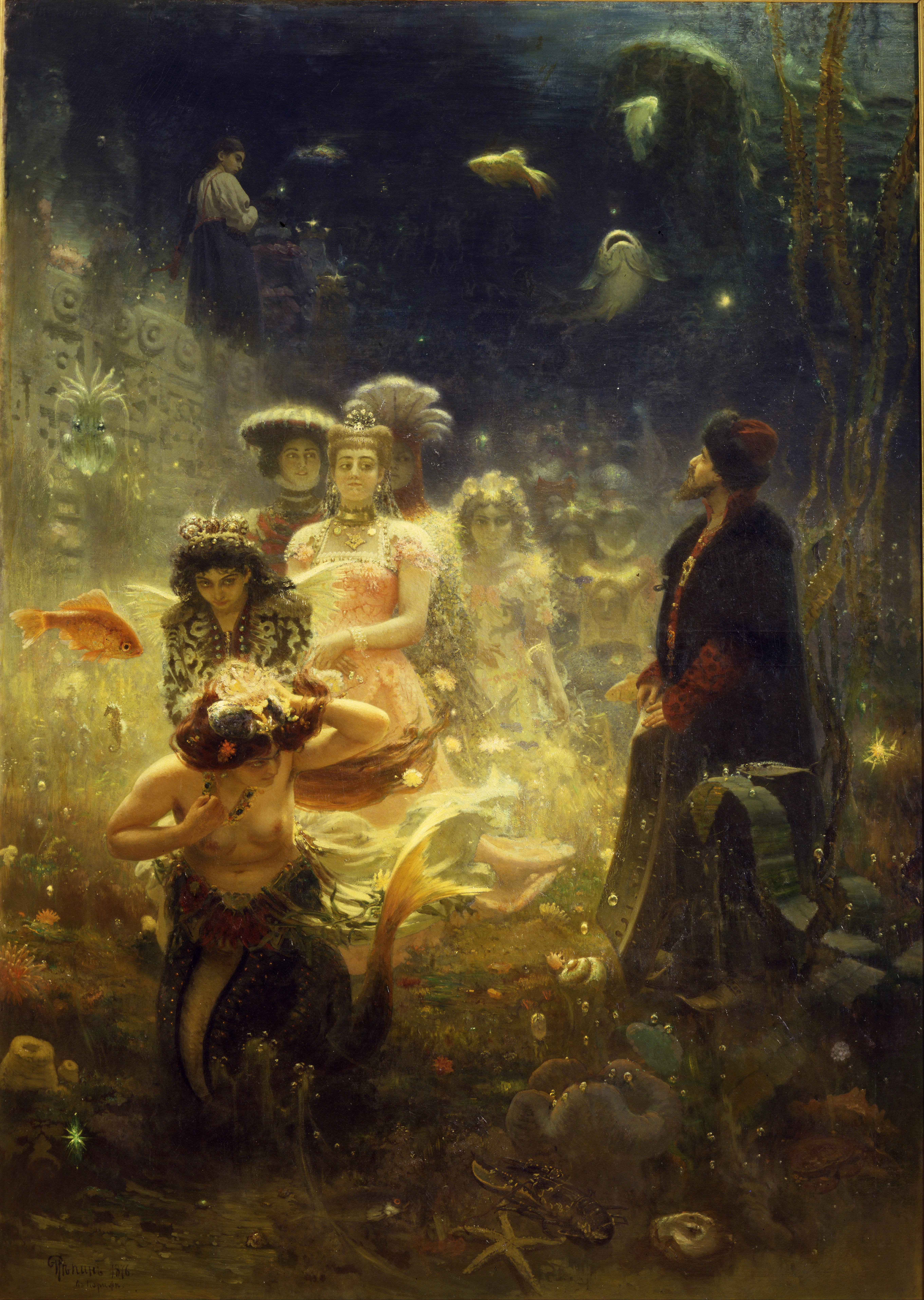
Sadko a vízalatti királyságban - Ilja Repin festménye

### Kína
Egy 15. századi kínai könyvben egy olyan sellőről olvashatunk, aki olyan könnyeket hullat, amelyek gyönggyé változnak. 
Egy 19. század elején írt könyv, melynek címe Jegyzetek Dél-Kínáról (Jottings on the South of China) két sellőkről szóló történetet is tartalmaz. Az elsőben egy ember foglyul ejt egy sellőt a Namtao-sziget partjainál. A lány minden vonatkozásban embernek tűnik, kivéve, hogy sokszínű, gyönyörű haj fedi a testét. Nem tud beszélni, de a férfi haza viszi magával és feleségül veszi. Miután a férfi meghal, a sellő visszatér a tengerbe, ott, ahol rátaláltak. A második történetben egy férfi meglát egy nőt a tengerparton fekve, miközben lehorgonyozza a hajóját. Közelebbről szemlélve úszóhártyákat lát a testén. A matrózok visszadobják a tengerbe, és mielőtt továbbúszna, a sellő köszönetét fejezi ki nekik.

### Hinduizmus
Suvannamaccha (szó szerinti fordításban: arany sellő) Rávana isten lánya, aki a Rámájana thái és kambodzsai verziójában szerepel. A történet szerint ő egy sellő hercegnő, aki próbálja megakadályozni Hanumán tervét, hogy hidat építsen a Lankán, de közben beleszeret a férfiba. Ő egy igen népszerű szereplője a thái folklórnak.

### Afrika
Mami Wata egy vízi szellem, akit Afrika középső és déli részén tisztelnek, valamint az afrikai diaszpóra többi helyén, a Karib-szigeteken, valamint Észak- és Dél-Amerika egyes részein. Általában női szellemek, de néha férfi formában is ábrázolják őket.

### Egyéb
A karib-szigeteki Neo-Taíno nemzet ismer egy Aycayia nevű sellőt. A sellő alakja rengeteg kultúrában megjelenik különböző néven: a kameruniak jengu-nak, a brazilok iara-nak, a görögök néreidáknak és najádoknak hívják őket. A japán kultúrában egy ningyo nevű halszerű lény szerepel, a filippi tradícióban szintén szerepelnek férfi- és nőnemű sellők, akiket a helyiek siyokoy néven emlegetnek. A jávai emberek hisznek abban, hogy Jáva déli partjain található a jávai sellőkirálynő, Nyi Roro Kidul lakhelye.

## Sellők a kultúrában

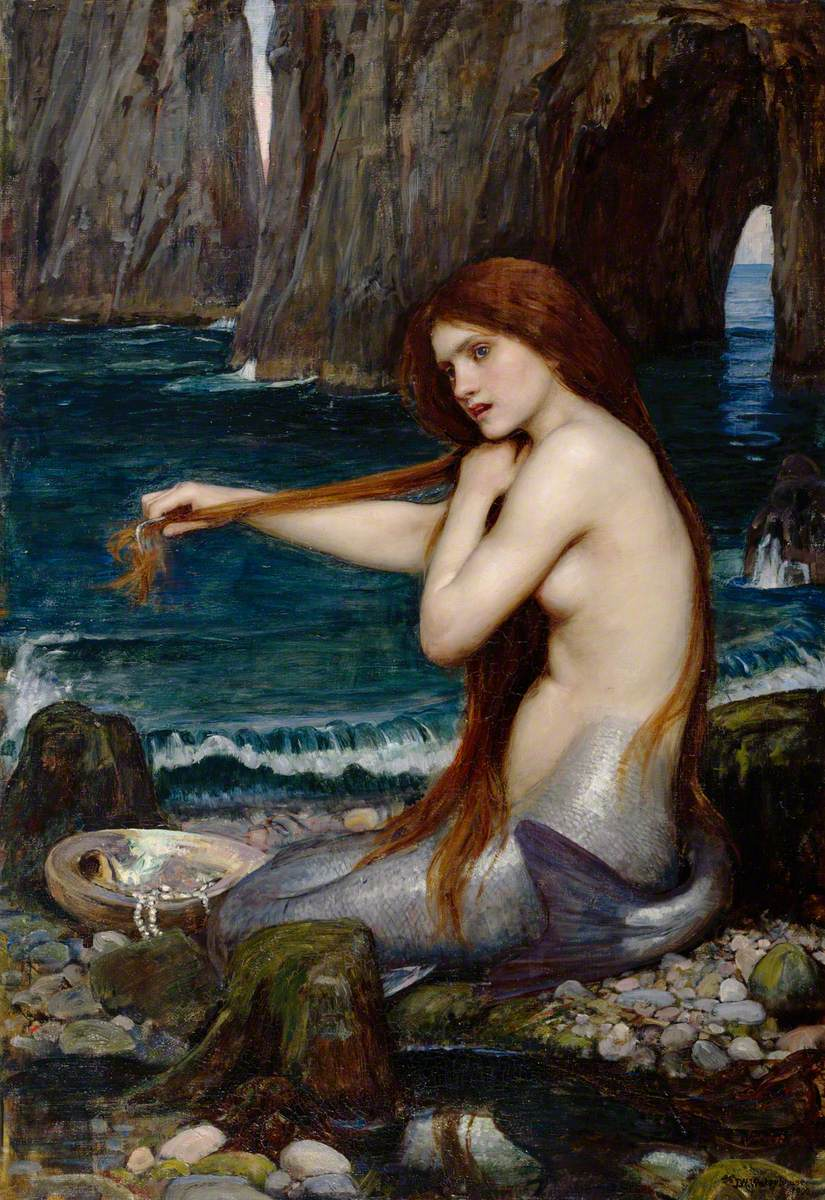
John William Waterhouse: A sellő, 1900.

- A német sellők közül a leghíresebb a rajnai Lorelei, aki Heinrich Heine által vált halhatatlanná.
- Edvard Eriksen szobra a koppenhágai kikötőben.

### A szépirodalomban
- Hans Christian Andersen: A kis hableány
- Prunella Bat: A sellők háza
- Lilian H. AgiVega: Második Atlantisz-trilógia (A tízezer éves varázs, Az elveszett tündérfalu, A Bermudák királynője)

### Modern témaalkalmazások
- H2O: Egy vízcsepp elég – ausztrál tévésorozat három sellőről.
- Szirén - modern tévésorozat az Amerika partjainál élő sellőkről.
- A Csobbanás című filmben egy fiatalember beleszeret egy titokzatos nőbe, aki valójában egy sellő.
- A Starbucks kávéházlánc logóján egy sellő látható.

## Heraldika
A heraldikában népszerű téma volt a sellő, általában tükörrel és fésűvel a kezében ábrázolták, ahogy hódol hiúságának. Hiúságának függőjeként, a sellő gyakran az ékesszólás szimbóluma is.
Varsó címerén egy kardot és pajzsot tartó sellő látható. A sellő mint Varsó címerének központi alakja már a 14. század közepe óta létezik. Sok legenda köti össze Varsó városát a görög mitológia Tritónjával, ami valószínűleg megmagyarázza, hogy miért pont ezt a lényt választották címerüknek. 
Az Amerikai Egyesült Államok Virginia államában található Norfolk városának 1999 óta sellő a jelképe, ezen kívül Kanada volt főkormányzójának, Michaëlle Jeannak a személyes címerében is két sellő látható, védelmezőként.

## Galéria

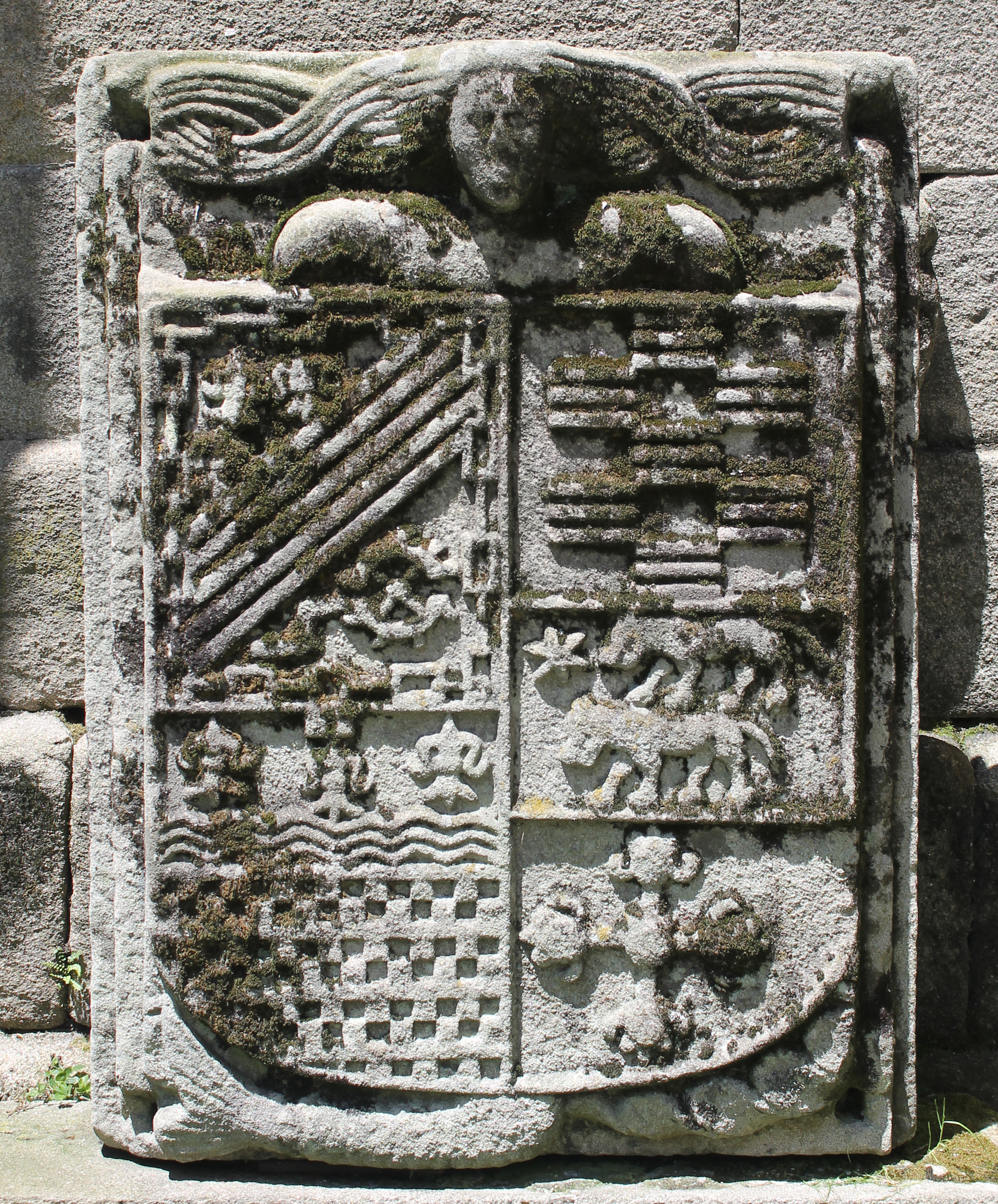
16. századi sellőábrázolás a Santo Domingo-templomban, Pontevedra, Galícia
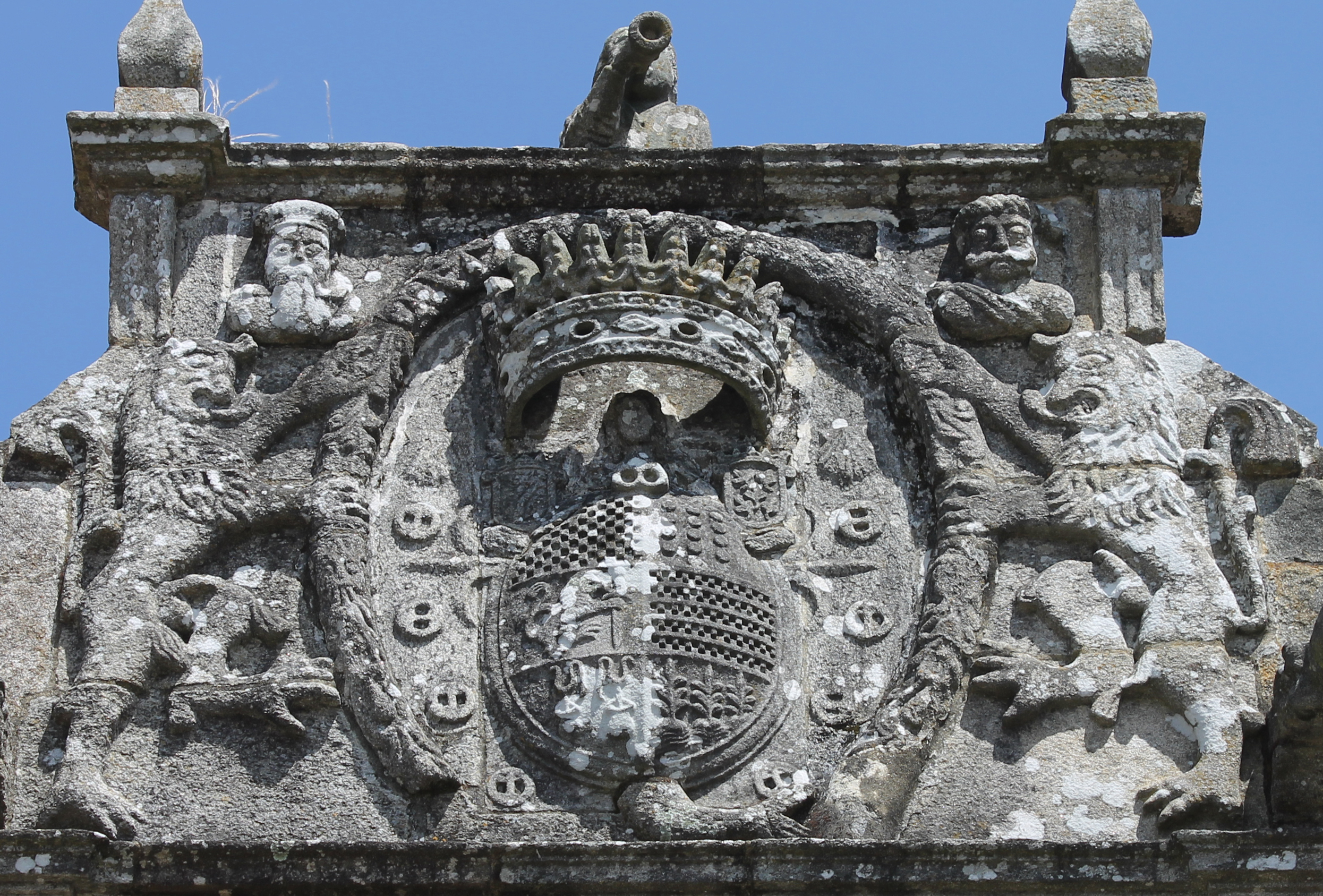
16. századi sellőábrázolás A Fefiñans Manor házban, Cambados, Galícia
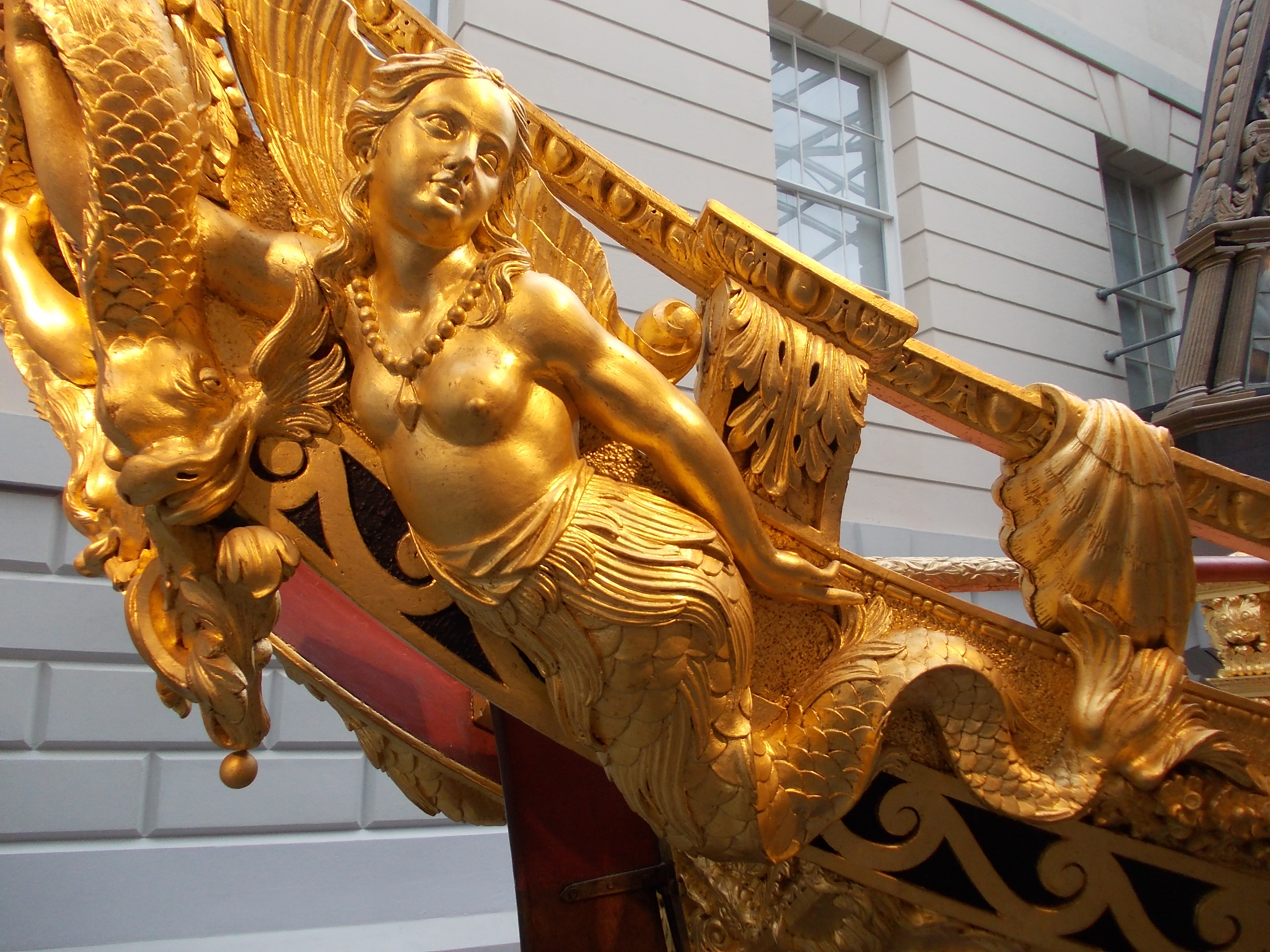
James Richards faragványa Frederick herceg ladikján, 1731-32.
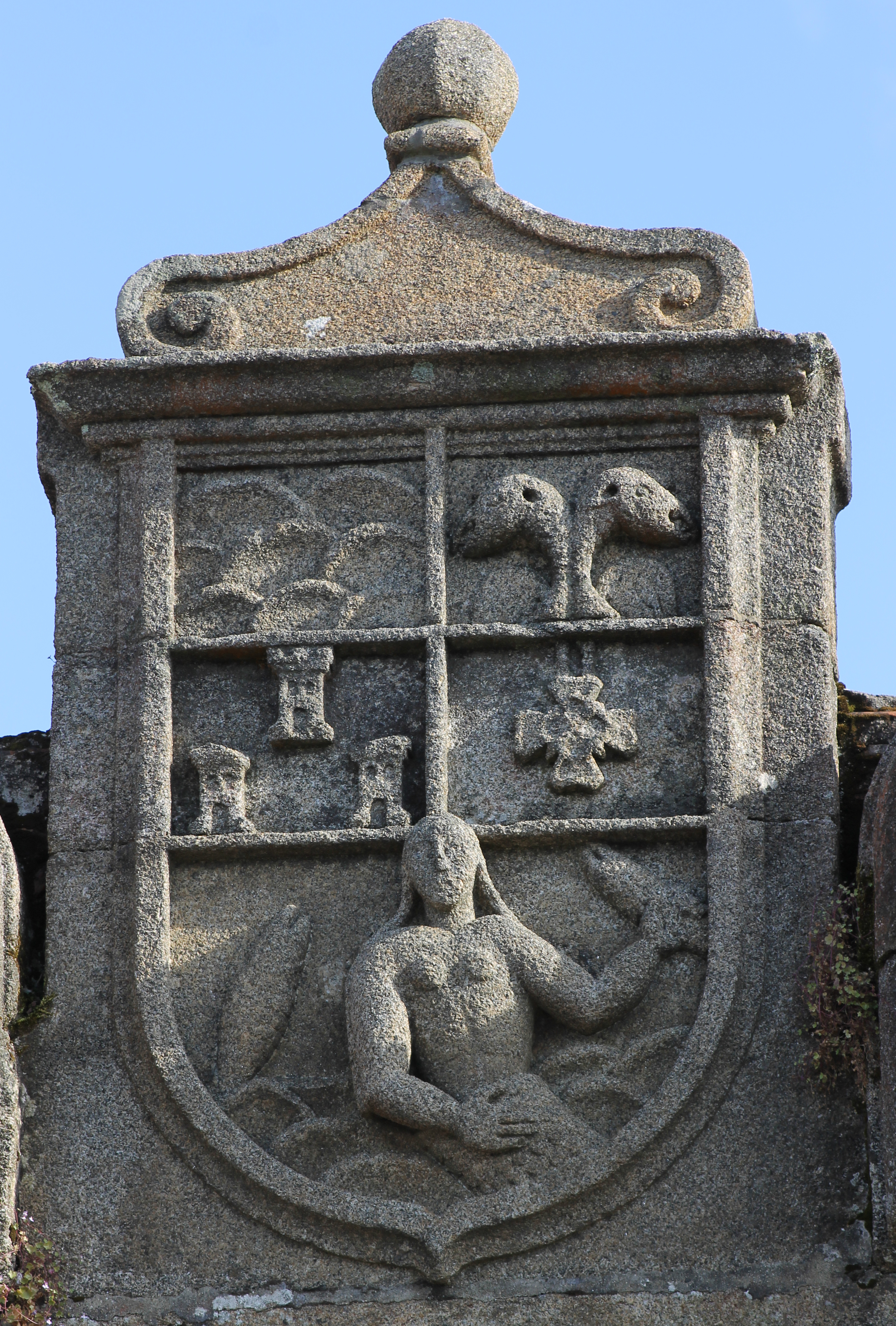
Mugardos (Galícia) kőcímere a 18. századból
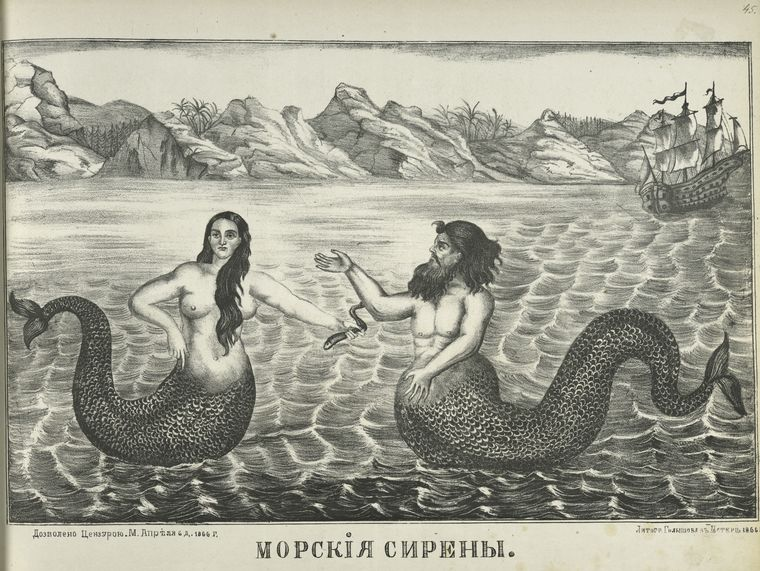
Férfi és női sellő 1866-ból, ismeretlen orosz alkotó műve
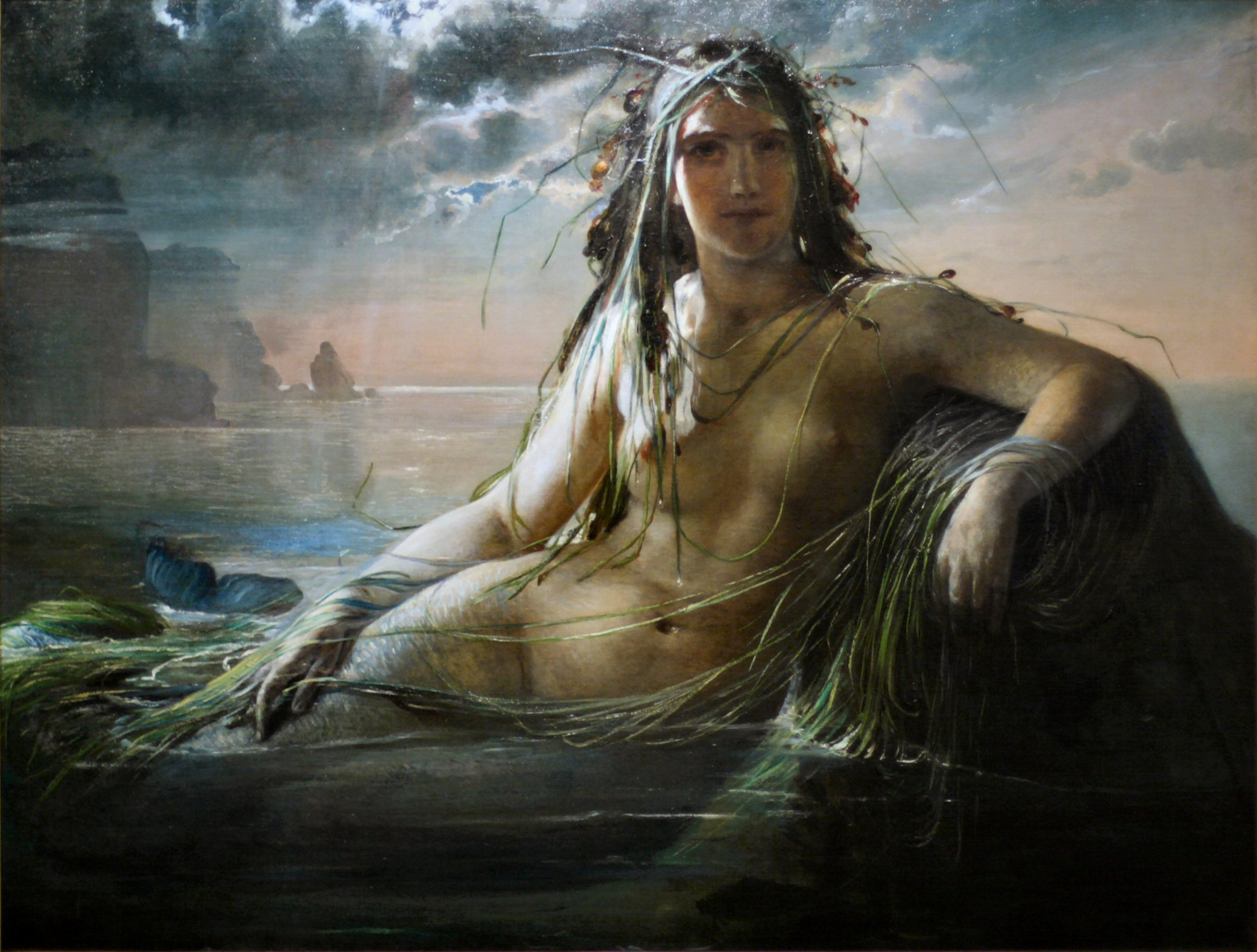
Elisabeth Jerichau Baumann: Havfrue (1873)
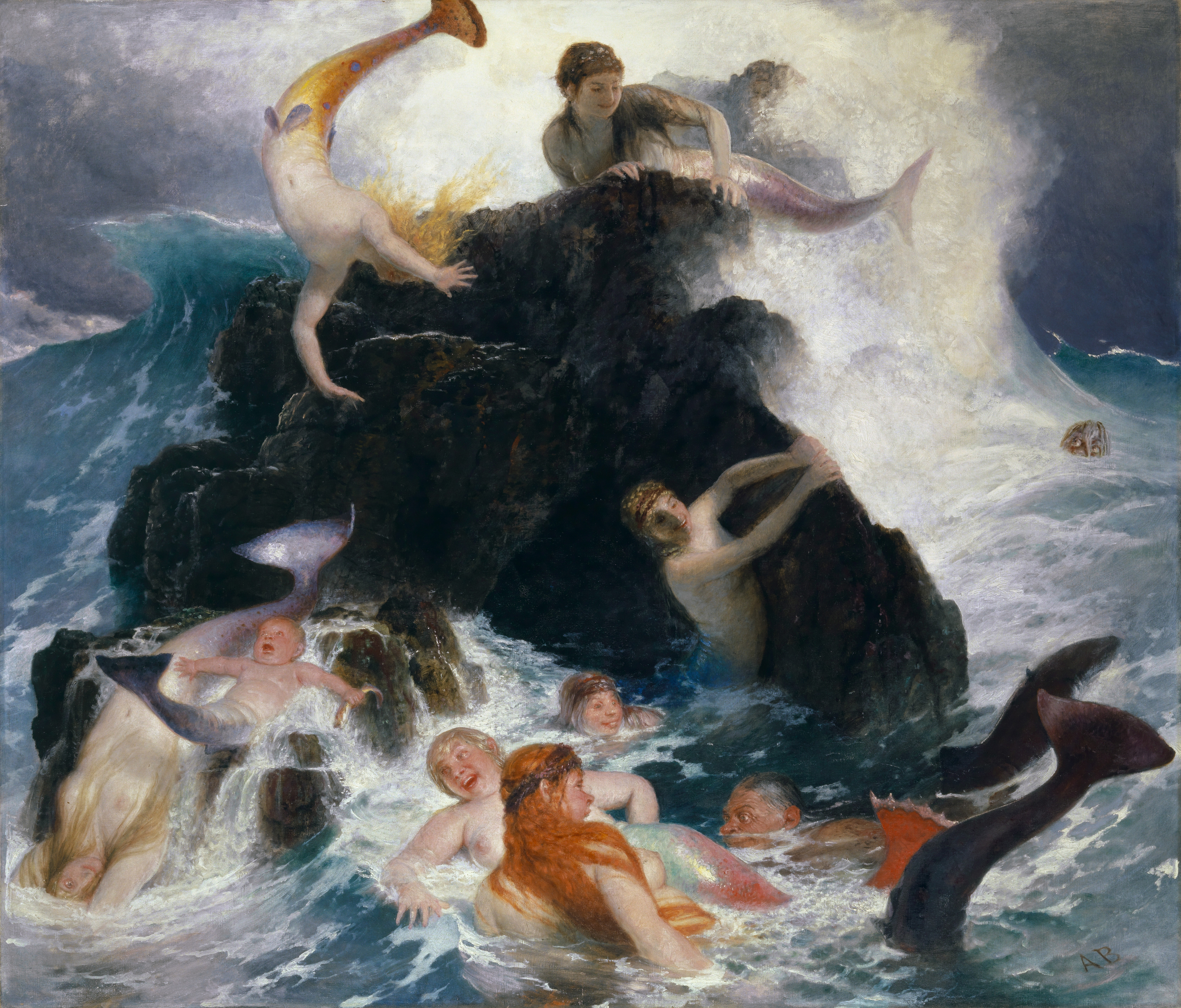
Arnöld Böcklin: A najádok játéka, 1886.
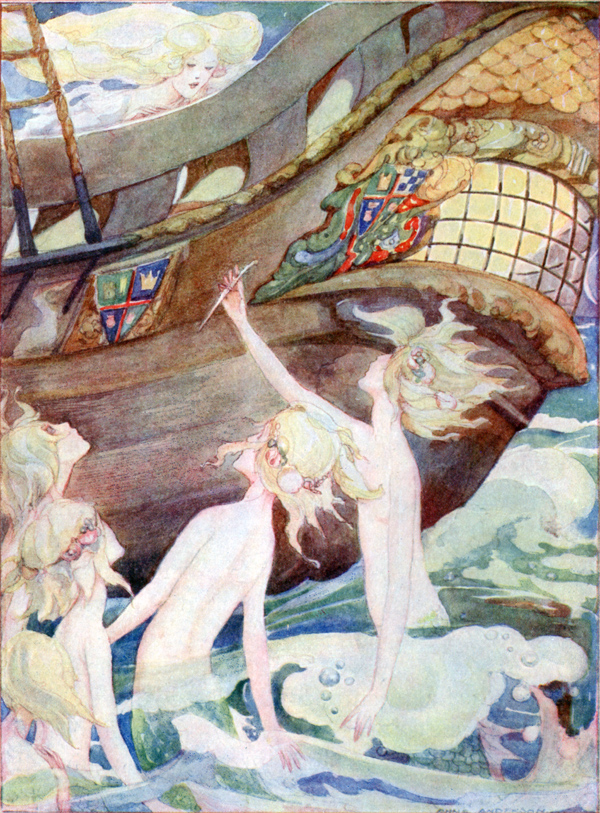
Anne Anderson: A kis hableány nővérei. Feláldozzák a hajukat, hogy megmentsék őt (1910 körül)
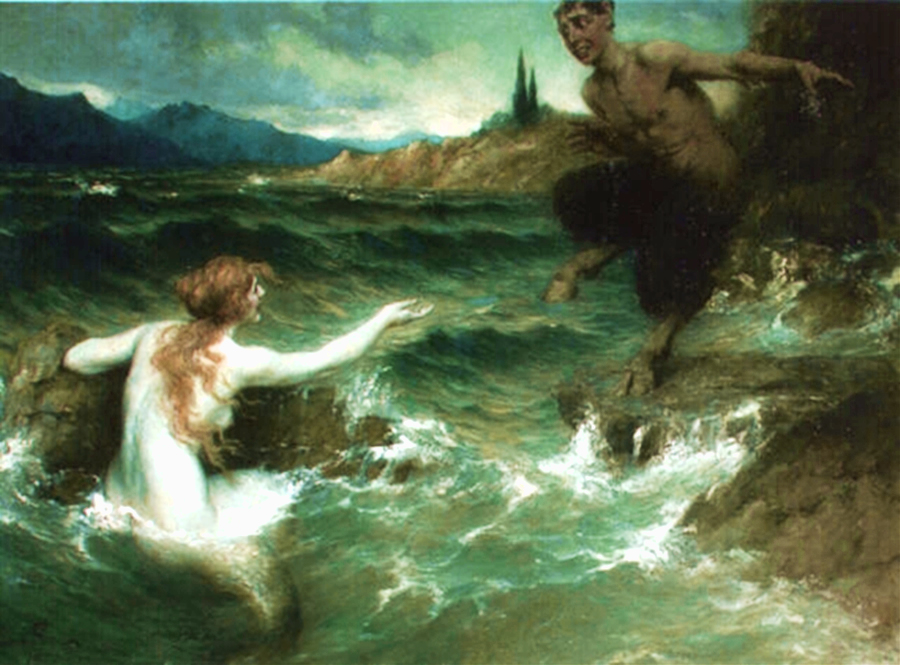
Ferdinand Leeke német festő képe: A sellő és a szatír, 1917.
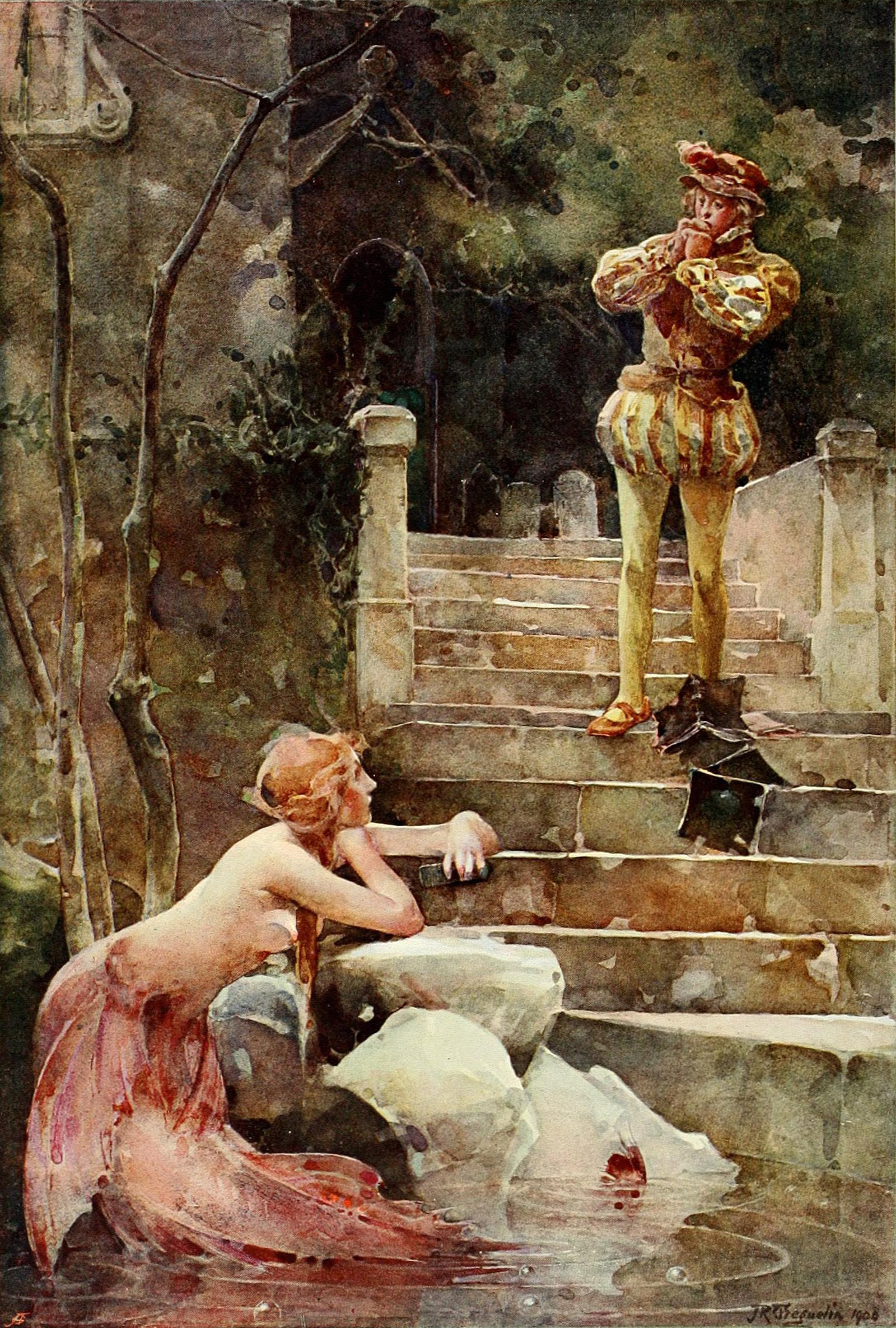
John Reinhard Weguelin: Zennor sellője, 1900 körül.